# فروغ علایی
فروغ علایی (روزبهانی) (زادهٔ ۲۱ اردیبهشت ۱۳۶۸)، عکاس خبری ایرانی و برنده جایزه ورلد پرس فوتو است. او را عموما به خاطر پروژه‌ی عکاسی‌اش درباره ورود زنان به ورزشگاه و عکس جلد مجله تایم در موردی جنبش زن، زندگی، آزادی می‌شناسند.  نام او در میان عکاسان برتر سال ۲۰۲۲ در مجلات تایم، نیویورکر دیده می‌شود و همچنین برخی آثارش در نشریات گاردین، لموند، پاریماج، امنستی اینترنشنال، فارن پالیسی ، زایت، اشترن، اشپیگل و… چاپ شده است.

## زندگی حرفه‌ای
علایی عکاسی را با فعالیت در روزنامه دنیای اقتصاد از سال ۱۳۹۴ به صورت خودآموز آغاز شد. او سه سال بعد در ۱۳۹۷ جایزه ورلدپرس‌فوتو و چند جایزه معتبر دیگر را به دست آورد که این جوایز باعث شد او در حوزه عکاسی مستند جایگاهش را بیابد. علایی سال ۱۳۹۸ از روزنامه جدا شد و سپس به صورت آزاد به فعالیت حرفه‌ای خود ادامه داد.

## پروژه‌های مطرح

### ورود زنان به ورزشگاه
مهم‌ترین پروژهٔ عکاسی فروغ علایی درباره ممنوعیت ورود زنان به ورزشگاه‌های ایران بود. علاقه‌مندی او به این پروژه از عکاسی دختران و پسران در کافه‌های تهران آغاز شد. سال ۱۳۹۶ برای نخستین بار کافه‌ها مجوز گرفتند که مسابقات جام جهانی را با حضور زنان و مردان به نمایش بگذارند. سه بازی تیم ملی فوتبال ایران در این جام جهانی برای خانواده‌ها در ورزشگاه آزادی آزاد شد. 
پس از آن علایی سراغ دختران عاشق فوتبالی رفت که برای ورود به ورزشگاه خود را شبیه مردان می‌کردند. او با سوژه اصلی خود که به «زینب پرسپولیسی» مشهور بود مثل مردان گریم کرد و به ورزشگاه رفت تا مستند عکاسی خود را تکمیل کند. مجموعه عکس وی با عنوان «گریه برای آزادی» (Crying for Freedom) برنده جایزه ورلدپرس فوتو شد و فیلم مستند کوتاهی با عنوان «بگذار وارد شوم» (let me in) که از همین سوژه ساخته بود جایزه معتبر PoYi را کسب کرد.
علایی یک سال از این پروژه توسط نیروهای امنیتی دستگیر و به مدت یک هفته در زندان بازداشت شد. 

### زندگی کرونایی در ایران
عکس‌های او از مردم ایران در دوران کرونا نیز مورد توجه قرار گرفت و یکی از آن‌ها عکس جلد تایم در سال ۱۳۹۸ شد. همین این پروژه توانست گرنت گتی‌ایمجز را از آن خود کند.

### زندگی روزمره نسل جدید ایرانی
علایی برای سال‌ها زندگی روزمره نسل جدید ایرانیان را عکاسی می‌کرد و بعد از مرگ مهسا امینی در سال ۱۴۰۱ بسیار مورد توجه قرار گرفت. رسانه‌های معتبری مانند نیویورکر مقالات مهمی به همراه عکس‌های فروغ علایی به چاپ رساندند. در نهایت نیز مجله تایم یکی از عکس‌های این مجموعه کاری را به عنوان «قهرمانان سال» (Heroes of the Year) روی جلد پایان سال خود کار کرد. 

## جوایز و افتخارات
- جایزه اول ورلد پرس فوتو ۲۰۱۹[۶]

- جایزه اول PoYi در سال ۲۰۱۹[۷]
- جایزه اول استانبول فوتو ۲۰۱۹[۸]
- گرنت گتی ایمجز ۲۰۲۰
- عکاس کاور مجله تایم به عنوان قهرمانان سال ۲۰۲۲ [۲]
- عکاس خبری سال ۲۰۲۲ مجله تایم [۹]
- بهترین پرتره سال ۲۰۲۲ مجله تایم[۱۰]
- نمایشگاه انفرادی در زوریخ، سوییس سال ۲۰۲۲ با عنوان «چهره جدید ایران»[۱۱]
- نمایشگاه گروهی در نیویورک photoville [۱۲]
- بهترین عکس سال نیویورکر در سال ۲۰۲۲ [۱۳]